# Janovičky
Janovičky (niem. Johannesberg) – osada przygraniczna w Czechach, w kraju kralovohradeckim administracyjnie osada wchodzi w skład wsi Heřmánkovice.
Mała, przygraniczna, górska osada, położona na wysokości 660 m n.p.m. w środkowej części Górach Suchych na południe od Przełęczy pod Czarnochem.
Osadę (660 m n.p.m.) u południowego podnóża Gór Suchych (czes. Javoří hory) założył Jan z Chotova opat klasztoru benedyktynów z Broumowa. Godnym uwagi jest zajazd Franza Birkego z 1916 roku obecnie całkowicie zrekonstruowany, obecnie mieści się w nim pensjonat i restauracja.
Osada o charakterze letniskowo-wypoczynkowym, dobrze zagospodarowana turystycznie znajdują się tu wyciągi, narciarskie trasy zjazdowe, trasy rowerowe oraz narciarskie trasy biegowe.

## Zabytki
- zajazd Franza Birkego z 1916 r. obecnie Penzion Zámeček;
- drewniany kościół pw. św. Jana Chrzciciela został zbudowany w 1672 r.  na wysokości 644 m n.p.m. przez opata Tomasza Sartoriusa (1663–†1700). Opat Otmar Daniel Zinke (1700–†1738) ur. w Strzegomiu dobudował murowaną część w 1725 r. Świątynia została zburzona przez wojsko w 1958 r.

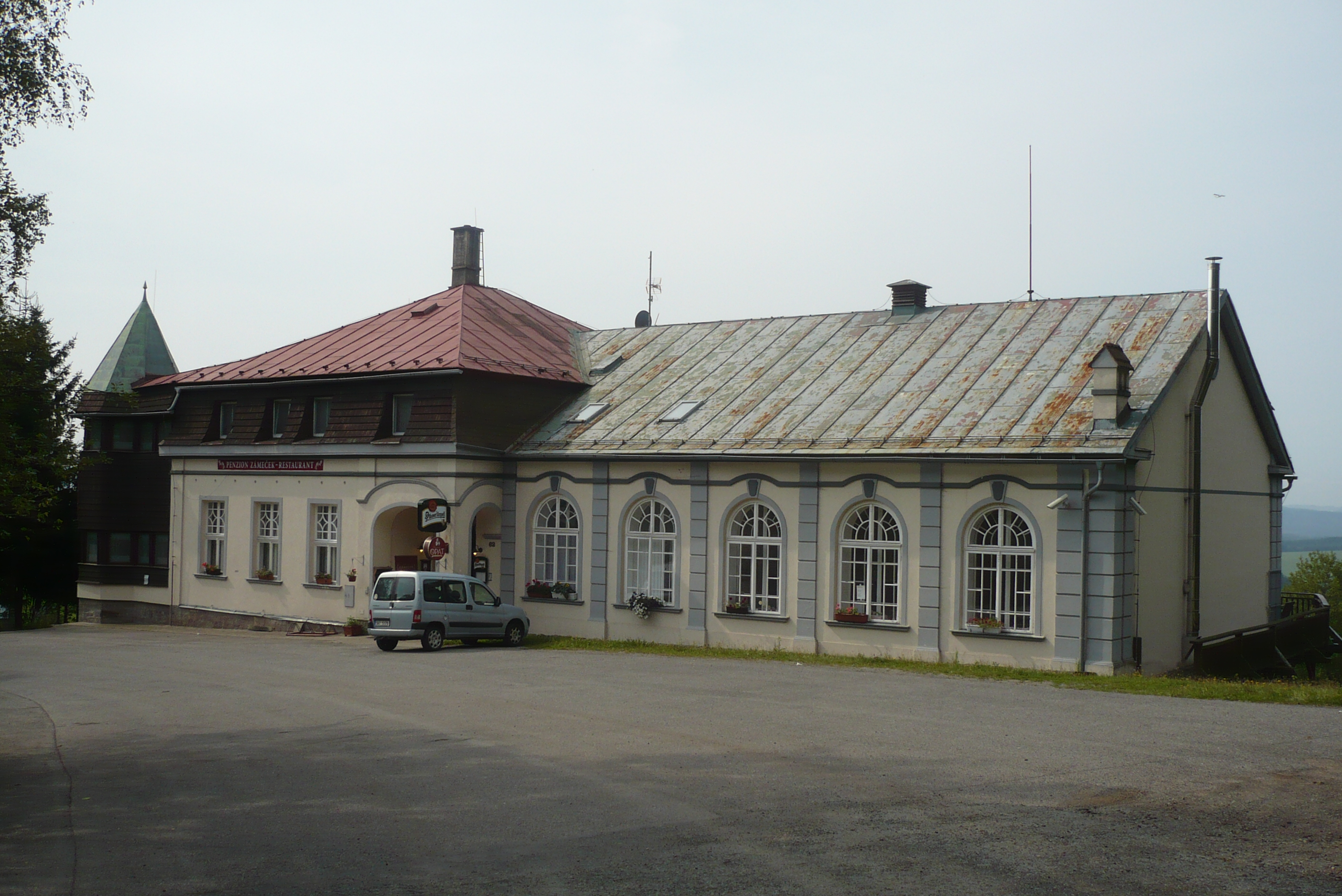
Zajazd
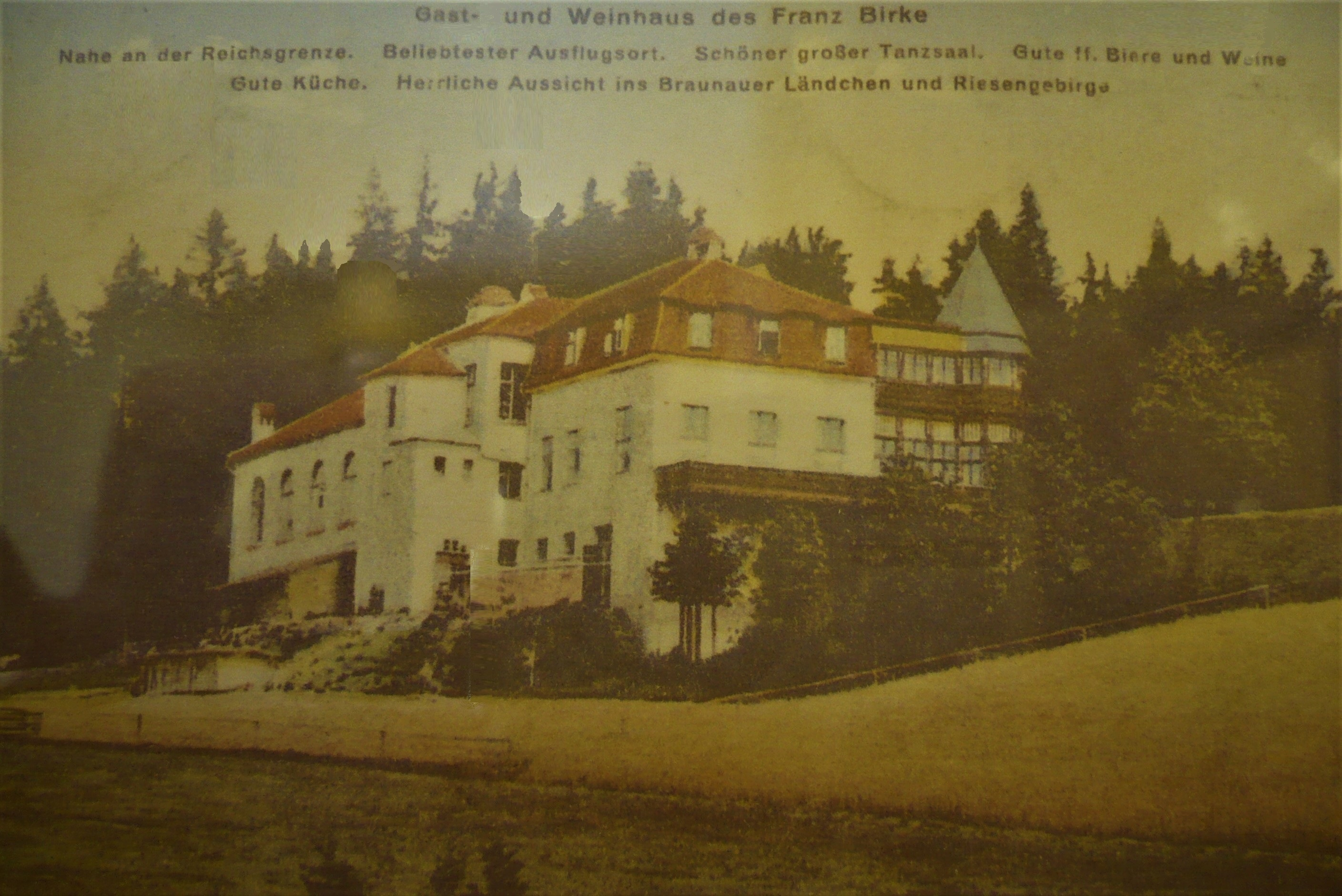
Zajazd z 1916
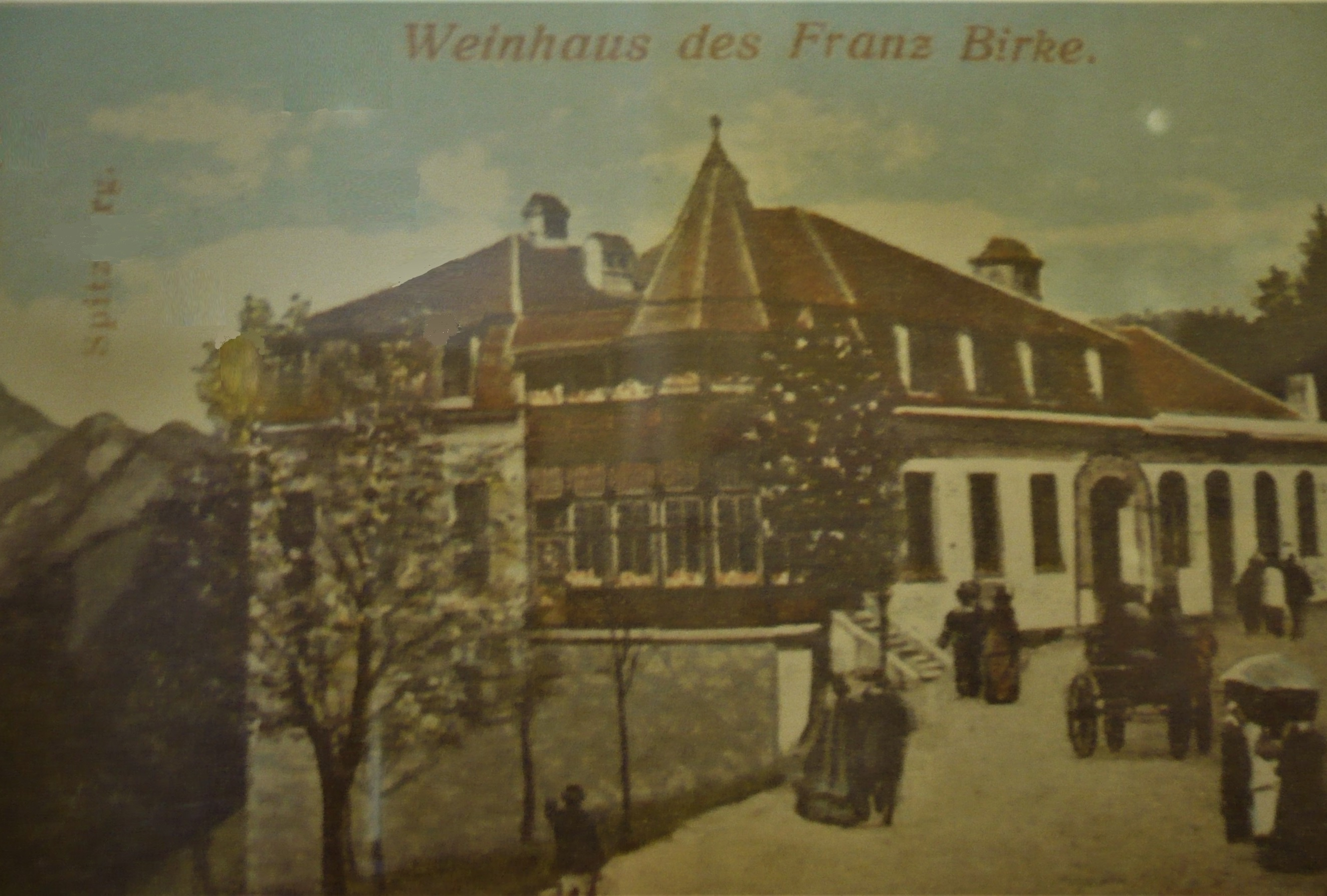
Zajazd z 1916
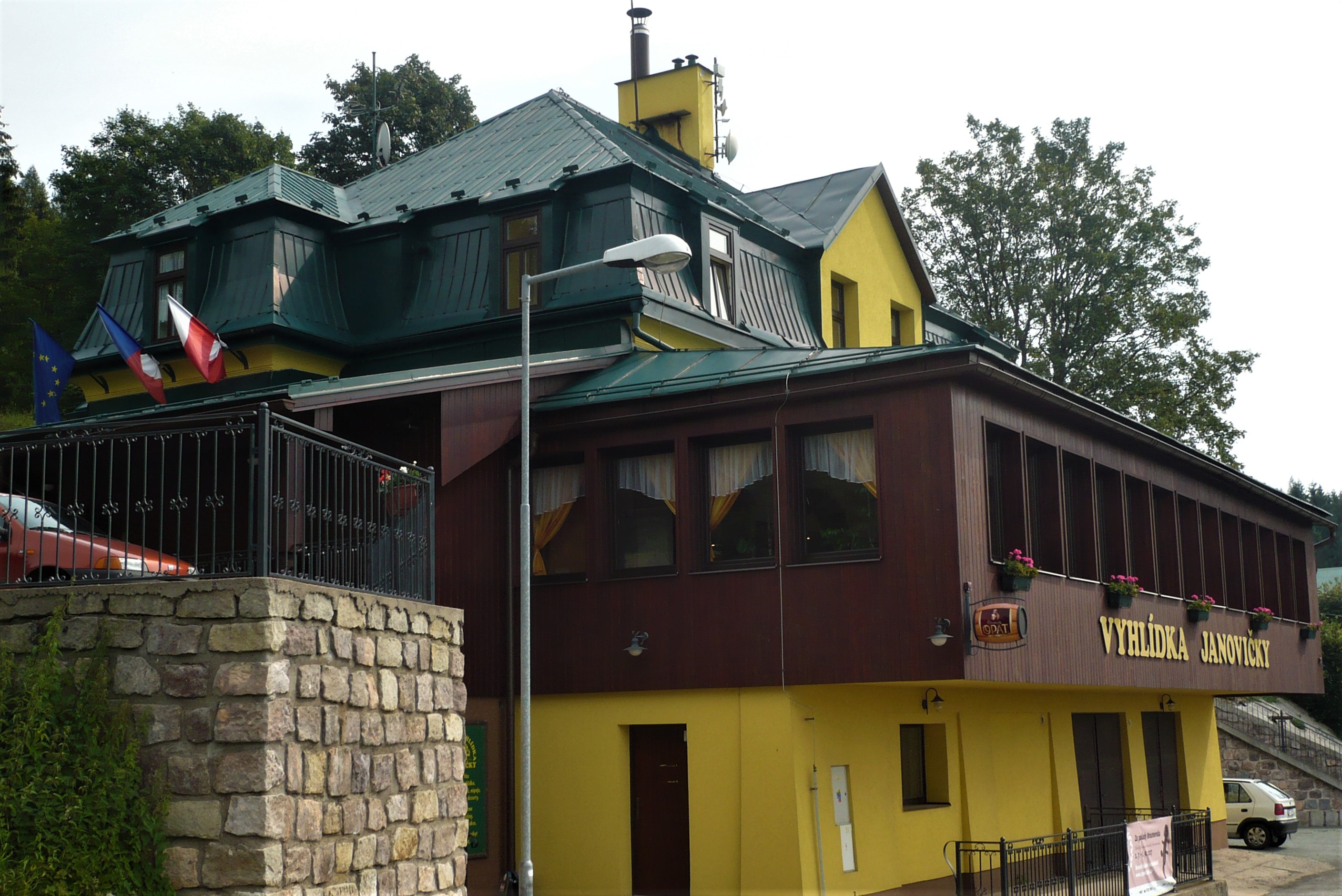

## Kąpielisko
W 2018 Stowarzyszenie BCB – Board Club Broumov wraz z polskim partnerem Fundacją Odnowy Ziemi Noworudzkiej złożyło wniosek projektowy do UE pt. „Uprawiamy sport i bawimy się razem na pograniczu czesko-polskim”. Jego przesłaniem była wspólna realizacja działań sportowych i społeczno-kulturalnych, zwiększenia intensywności i pogłębienia współpracy ludności na różnych poziomach życia społecznego w regionie przygranicznym oraz wzmocnienia poczucia przynależności ludności sudeckiej do jej terytorium. Wspólne spotkania Polaków i Czechów przyczynią się do nawiązania nowych kontaktów międzyludzkich i trwałego partnerstwa, a także pomogą we wzajemnym poznaniu języka i kultury po obu stronach granicy. W pierwszej fazie projektu BCB skupiło się na budowie infrastruktury na obszarze „Koupálo Janovičky”. W ramach projektu powstał wielofunkcyjny budynek stowarzyszenia, muszla koncertowa oraz  wielofunkcyjne boisko z przeznaczeniem na turnieje sportowe, imprezy kulturalne, warsztaty, dyskusje, wykłady, wspólne spotkania towarzyskie, imprezy dla ogółu czesko-polskiej publiczności w każdym wieku. Od 2023 r. oprócz już wymienionych: wielofunkcyjnego budynku, muszli koncertowej, boiska, w ośrodku jest bar, domki letniskowe, basen z piaszczystą plażą i zjeżdżalnią oraz zaplecze sanitarne.

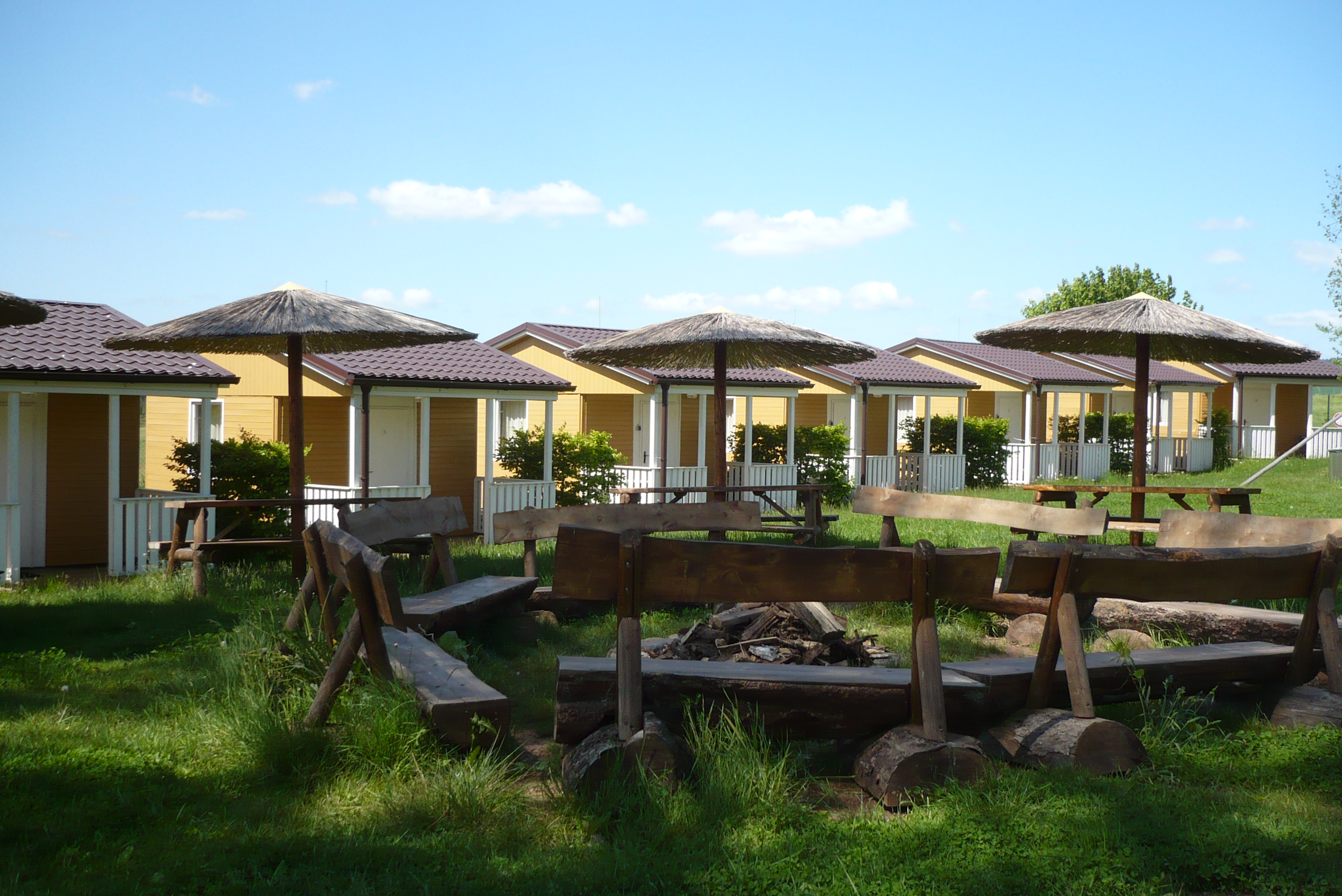
Domki
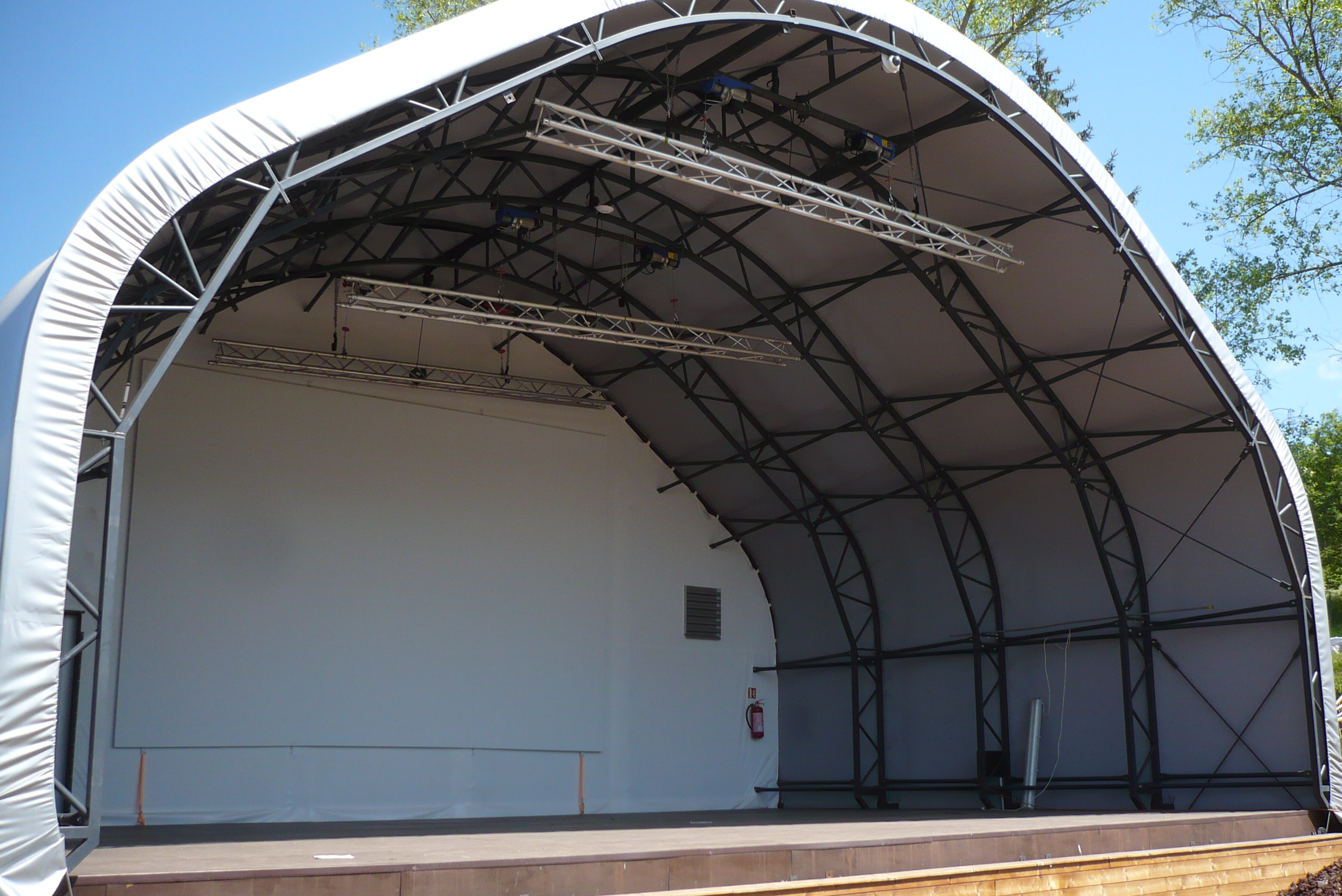
Muszla
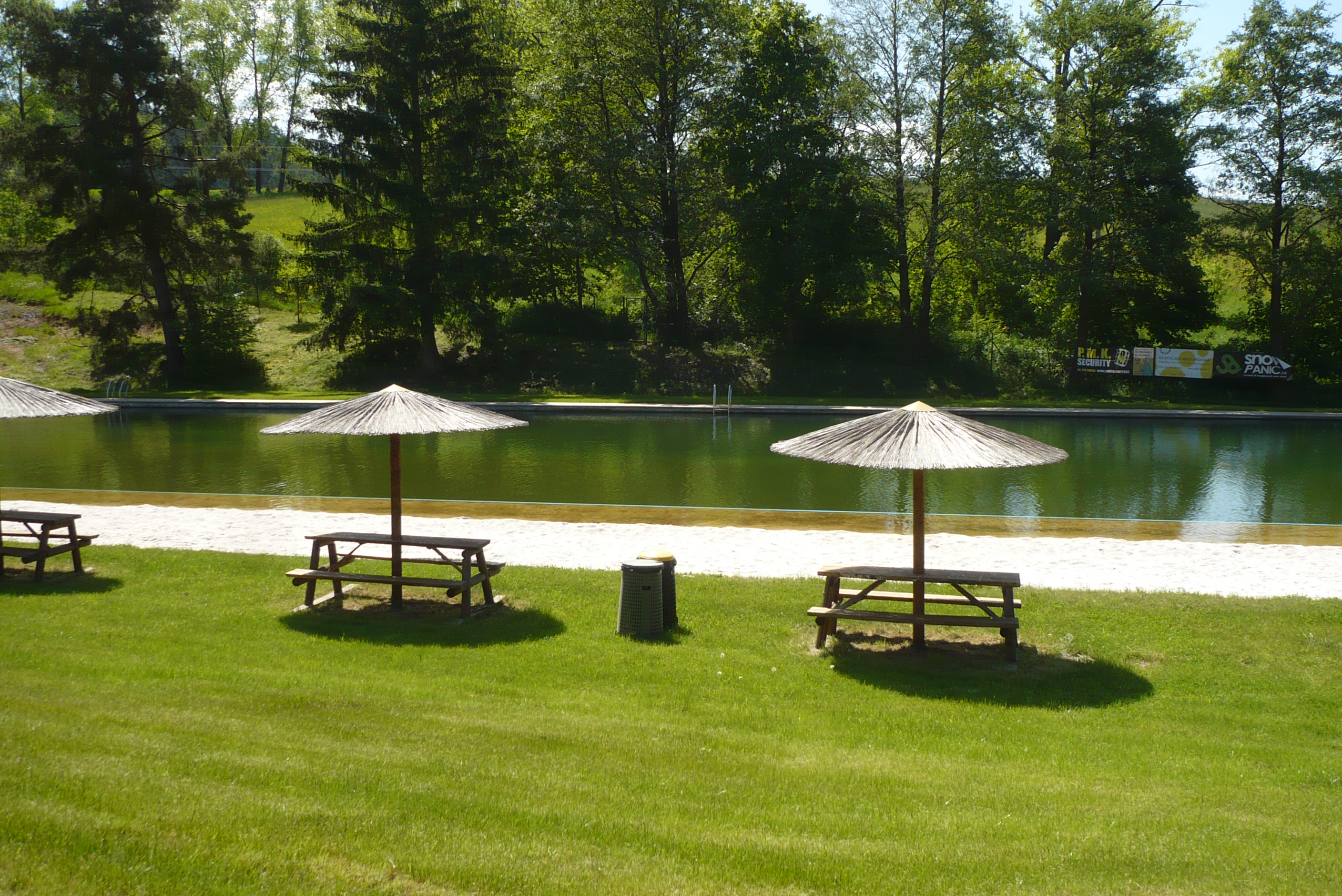
Basen
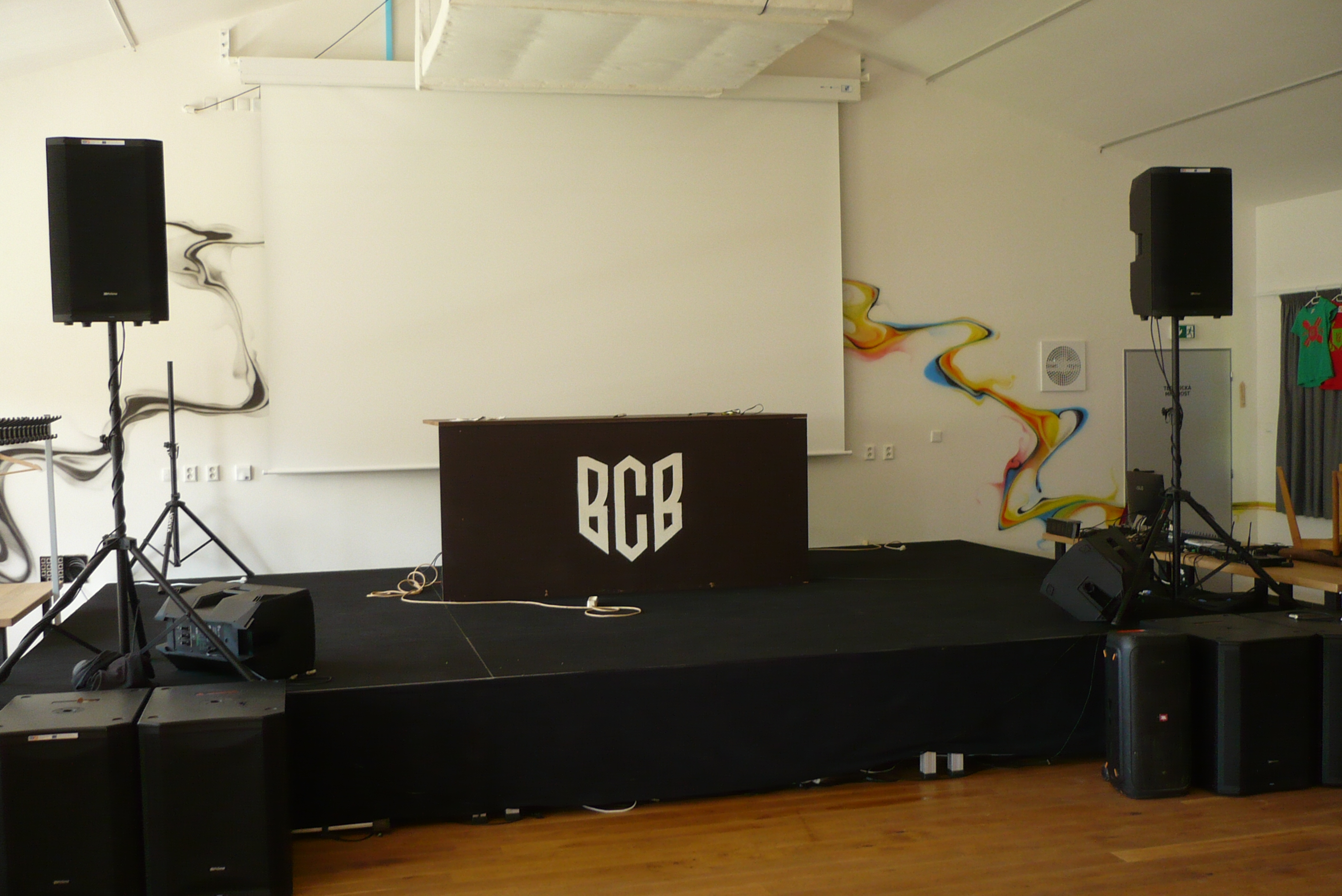
W budynku
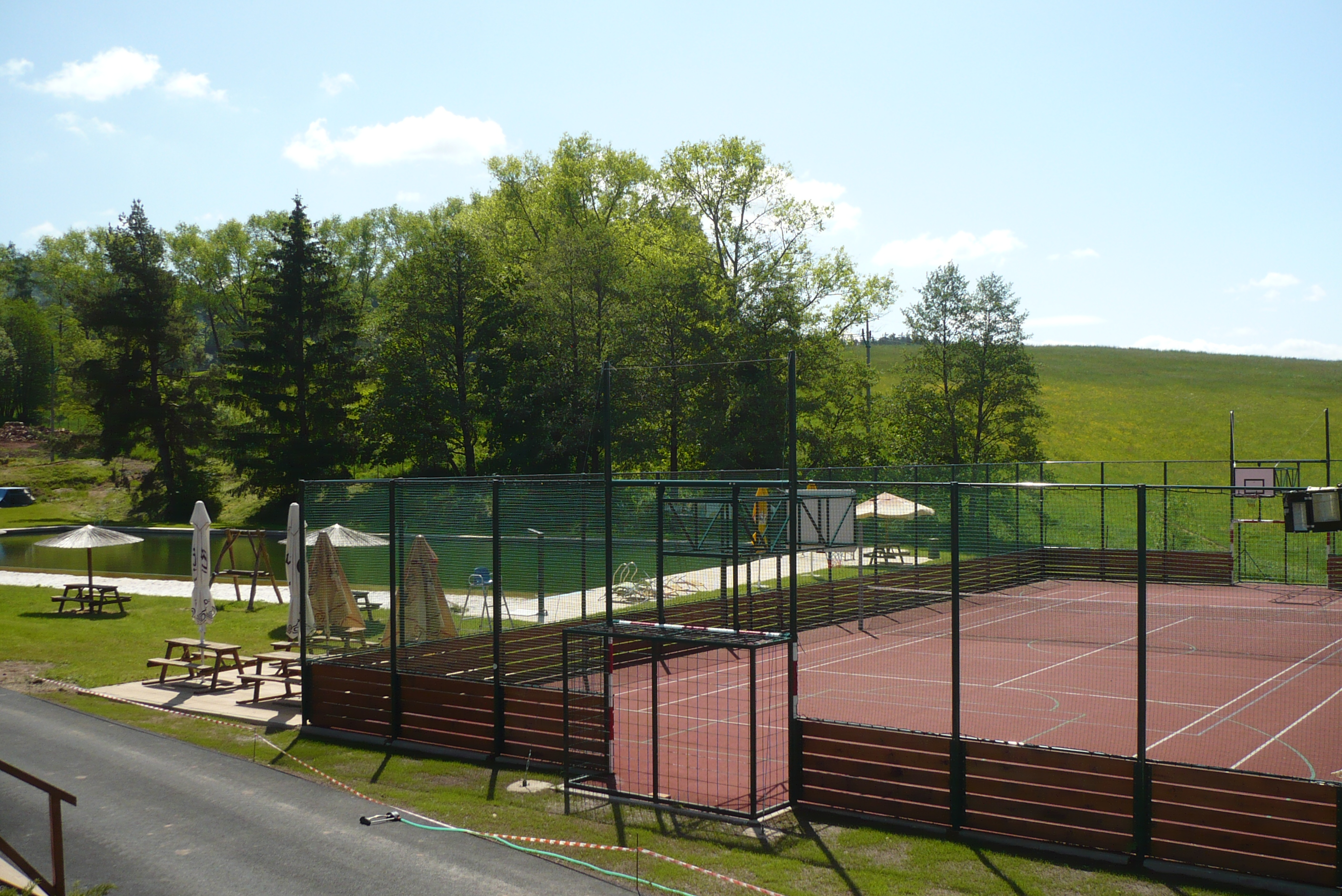
Boisko

## Byłe przejście graniczne
Głuszyca Górna - Janovičky - na szlaku turystycznym.

## Turystyka
Przez wieś biegną szlaki turystyczne:
- piesze
  -  zielony  - prowadzący z Rožmitál do osady Janovičky.
  -  niebieski - prowadzący z Meziměstí przez  Przełęcz pod Czarnochem, do Broumova.

- rowerowe
  - fragment trasy prowadzącej z Hynčic przez  Janovičky do Otovic i dalej.